# Виттен (дворянский род)
Виттен (нем. von Witten) — дворянский род.
Лаврентий фон Виттен в царствование Сигизмунда III пожалован был поместьями в Режицком уезде. Род этот разделился на 2 ветви, из которых одна, происходящая от Вильгельма фон Виттен, внесенного в 1631 году в 1-й класс курляндского дворянства, до начала XX в. владела поместьями в Курляндии, а другая по владению поместьями в Витебской губернии занесена в VI часть Родословной книги этой губернии.

## Описание герба
В червлёном щите два золотых коронованных льва с лазоревыми глазами и языками, обращённые в разные стороны. Их хвосты сплетены. Оконечность щита серебряная.
Щит увенчан дворянским коронованным шлемом. Нашлемник: два орлиных крыла, поделенные горизонтально на два цвета — червленый и серебряный. Намёт: справа червлёный с золотом, слева червлёный с серебром.
Герб рода фон Виттен внесен в Часть 12 Общего гербовника дворянских родов Всероссийской империи, стр. 134.